# دوک‌نشین براونشوایگ
دوک‌نشین برانشوایگ (آلمانی: Herzogtum Braunschweig) در سال ۱۸۱۵ میلادی به دنبال کنگره وین تأسیس شد و پایتخت آن شهر براونشوایگ بود. در طول قرن نوزدهم، این دوک‌نشین بخشی از کنفدراسیون آلمان، کنفدراسیون آلمان شمالی و از سال ۱۸۷۱ بخشی از امپراتوری آلمان بود. در پایان جنگ جهانی اول، قلمرو آن به عنوان ایالت آزاد برانشوایگ در جمهوری وایمار ادغام شد.